# Waxenstein (Lenggries)
Der Waxenstein ist ein 1310 m ü. NHN hoher Doppelgipfel im Brauneckgebiet auf dem Gebiet der Gemeinde Lenggries, südlich von Bad Tölz in Oberbayern.  Er bezeichnet den höchsten Punkt eines, zwischen Brauneckschneid und Brunnstein gelegenen kurzen felsigen Grats. Am höchsten Punkt befindet sich ein Gipfelkreuz mit Gipfelbuch, welches markant von Lenggries aus sichtbar ist. Nordwestlich unterhalb befindet sich mit der ebenfalls bekreuzten  Demelspitze eine weitere markante Felsstruktur.
Der Gipfel des Waxensteins wird am einfachsten von Wegscheid aus, als Trittsicherheit erfordernde Bergwanderung erreicht.

## Galerie

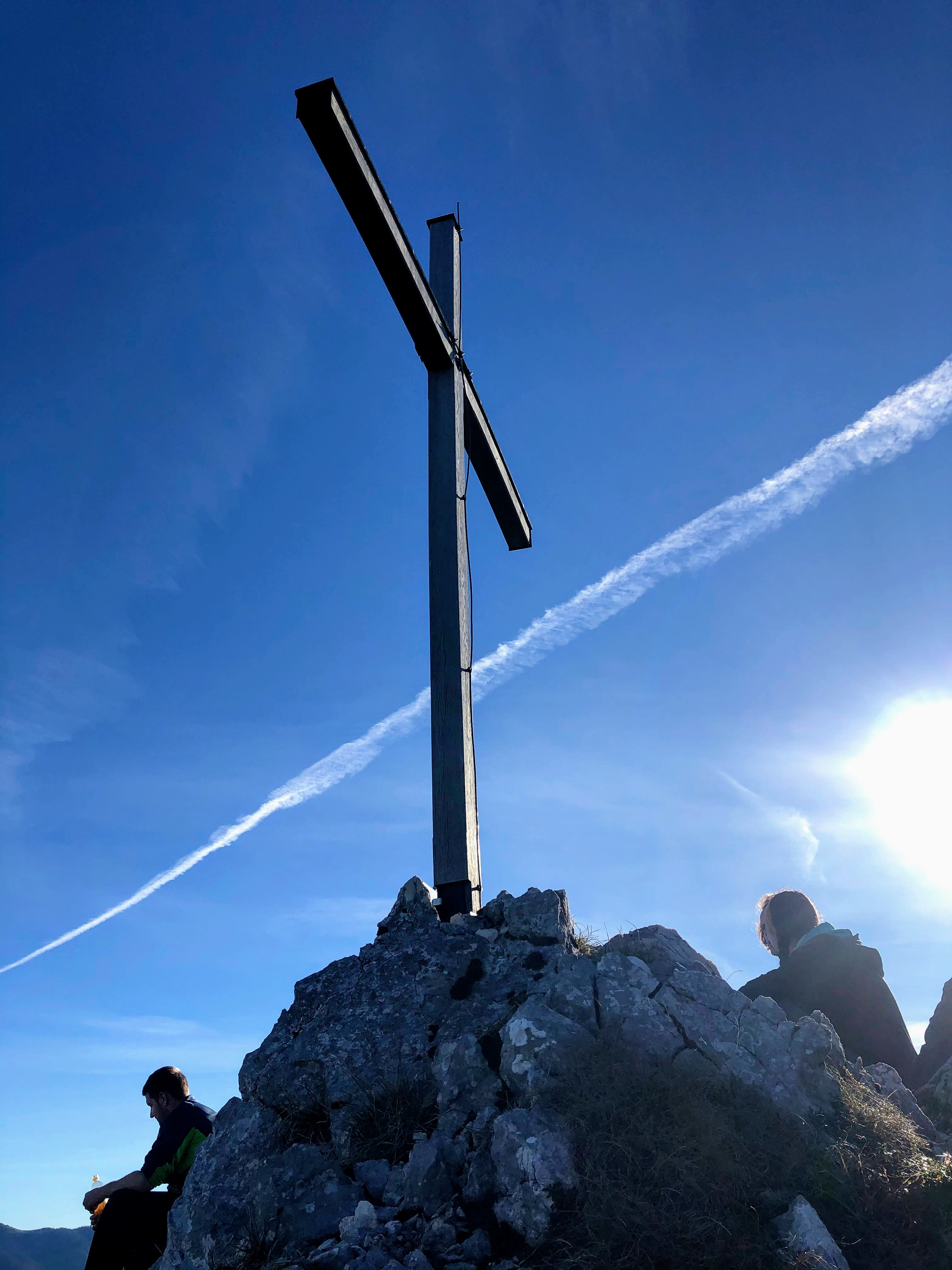
Gipfelkreuz
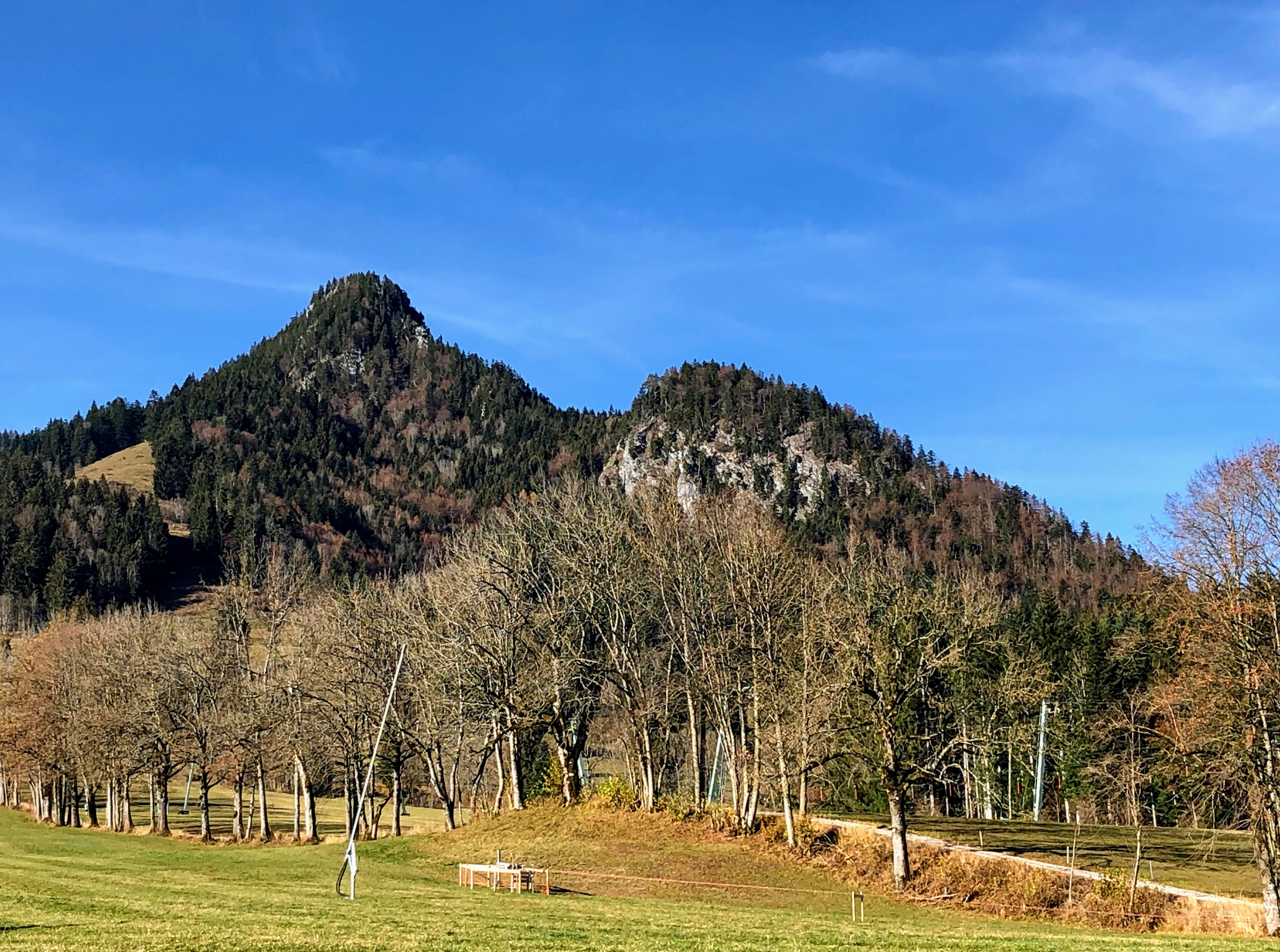
Waxenstein (links) und Brunnstein (rechts)